# Рубин-Вега, Дафна
Дафна Рубин-Вега (англ. Daphne Rubin-Vega, род. 18 ноября 1969) — американская актриса, певица и танцовщица, добившаяся наибольшего успеха благодаря выступлениям на бродвейской сцене.
Рубин-Вега родилась в Панама-Сити и после переезда в США начала карьеру певицы, став солисткой группы Pajama Party, которая существовала в 1988—1992 годах и имела несколько песен, попавших в Billboard Hot 100. После она продолжила сольную карьеру, однако национального успеха добилась благодаря главной роли в бродвейском мюзикле «Аренда», который стартовал в 1996 году и собрал более 280 миллионов долларов прибыли. Эта роль принесла ей номинацию на премию «Тони» за лучшую женскую роль в мюзикле. Она получила вторую номинацию на «Тони» за роль в пьесе 2002 года «Анна в тропиках». Также она выступала в мюзиклах The Rocky Horror Show и «Отверженные».
На большом экране, Рубин-Вега снялась в фильмах «Дикость» (1998) и «Без изъяна» (1999). В 2011 году она номинировалась на премию «Независимый дух» за лучшую женскую роль второго плана за роль в фильме «Джек отправляется в плаванье». На телевидении, Рубин-Вега снялась во втором сезоне сериала NBC «Смэш» в 2013 году.